# Impero britannico dopo il 1870

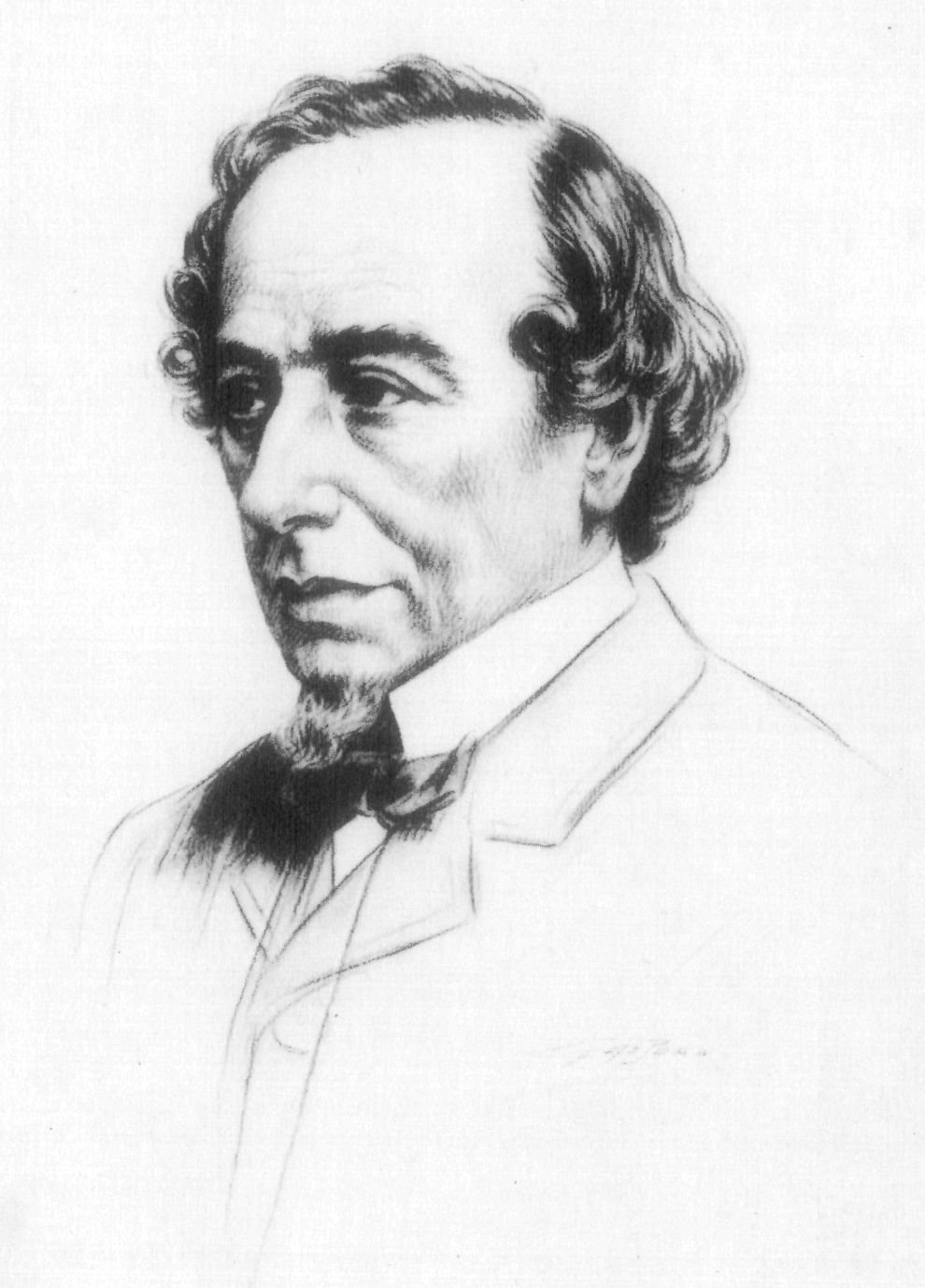
Benjamin Disraeli

L'Impero britannico dopo il 1870, ritrovatosi in una Europa dall'assetto geopolitico profondamente cambiato, viveva le spinte del nascente movimento sindacale, i problemi di un'economia che mostrava i segni del rallentamento, le contraddizioni della questione irlandese, oltre i problemi che la politica coloniale poneva. 

## Contesto storico
Nel 1874 Benjamin Disraeli, capo dei conservatori inglesi, assunse il potere in seguito alla vittoria conseguita nell'elezione di quell'anno. 
Disraeli attuò importanti leggi sociali a favore della condizione operaia e portò la Gran Bretagna su posizioni di forza nelle relazioni internazionali. La crisi irlandese, relativa alla richiesta d'autonomia, creò, tuttavia, le condizioni per il ritorno al potere nel 1883 di  William Ewart Gladstone.
Gli irlandesi avevano un capo assai abile in Charles Stewart Parnell, che voleva far mettere all'ordine del giorno la questione irlandese ed imporre l'autonomia dell'Irlanda, ma di fronte alle resistenze britanniche la situazione s'inasprì sempre di più. 
Il tentativo compiuto da Gladstone nel 1893 di accordare all'Irlanda l'autogoverno fallì, tale sconfitta portò alle sue dimissioni.
I propositi di Disraeli vennero accantonati; l'aristocrazia conservatrice accentuò la sua integrazione con gli ambienti della grande finanza e dell'industria e si attenne alla più stretta difesa degli interessi delle classi privilegiate. Alle masse popolari si chiese una forte solidarietà nazionale per il proseguimento della politica imperialista.
L'economia britannica si avviava verso un periodo di crescenti difficoltà: cresceva costantemente la popolazione e bisognava, perciò, trovare una via d'uscita alle tensioni sociali ed ai problemi economici.
Il coronamento del piano era la formazione di un'unione doganale interna all'Impero, tutelata da un protezionismo atto a difendere l'industria britannica dalla concorrenza estera, ma la classe dirigente non si convertì a questa linea protezionistica che appariva pericolosa.

## Il movimento operaio britannico
La disoccupazione di massa, che si fece sentire in modo particolarmente acuto dopo il 1879, peggiorò enormemente la condizione di larghi strati popolari. 
Anche gli operai meno qualificati si organizzarono sindacalmente, determinando la nascita delle nuove Trade Unions molto più aggressive. L'inizio degli anni '80 vide così risorgere in Gran Bretagna correnti che si richiamavano direttamente al socialismo. 
Il movimento operaio inglese si mantenne però estraneo alle influenze del marxismo, ma rivendicò l'esigenza che i lavoratori costituissero un partito del lavoro indipendente per far valere il proprio peso in Parlamento direttamente con propri deputati. Il partito fu fondato nel 1893.

## La politica coloniale britannica
Il trentennio di fine secolo vide una possente spinta imperialista della Gran Bretagna, che portò a pericolose tensioni con la Francia, l'Impero russo e la Germania.
La perla dell'Impero britannico rimase l'India, di cui nel 1876 la regina Vittoria venne proclamata Imperatrice.
Garantire i confini dell'India e le vie di comunicazione verso di essa era una necessità vitale per la Gran Bretagna. L'apertura del canale di Suez nel 1869 abbreviava enormemente la via per l'India e il governo britannico si accinse ad assumerne il controllo nel 1882.
A seguito di alcune rivolte e per l'importanza strategica dei territori Egitto (1882) e Sudan (1899) divennero dei possedimenti britannici.
Dopo il 1870 anche l'Africa meridionale era stata oggetto di una sistematica azione coloniale ad opera di esploratori privati quali Cecil Rhodes che scoprì e occupò le zone poi denominate in suo onore Rhodesie (attuali Zambia e Zimbabwe) o di compagnie private quali la British Imperial Est Africa Company (B.I.E.A.C.) che occupò gli attuali Kenya e Uganda o la British Niger Company che occupò la Nigeria. L'Impero Britannico dopo il 1870 si ingrandì enormemente, arrivando nel 1901 alla morte della Regina Vittoria a coprire oltre 30 milioni di Km², mai prima d'ora era esistito un impero così vasto per superficie e popolazione (circa 500 milioni). Dal Canada all'Australia all'India all'Egitto territori ricchi di materie prime e manodopera permisero all'Impero Britannico di affermarsi come la più grande potenza economico-politica del mondo.

### Fonti primarie
- Massimo L. Salvadori, Storia dell'età contemporanea. Torino, Loescher, 1990. ISBN 8820124343.
- Pasquale Villani, L'età contemporanea. Bologna, Il Mulino, 1998. ISBN 8815063382.

### Approfondimento
- Alberto Caracciolo, Alle origini della storia contemporanea, 1700-1870. - Bologna, Il mulino, 1989. ISBN 8815020977.